# Юдин, Василий Сергеевич
Юдин Василий Сергеевич (род. 11 января 1923, село Кыра, Читинская область) — организатор промышленного производства в Удмуртии. Лауреат Государственной премии СССР (1977).
Окончил Иркутский горно-металлургический институт в 1950 году. Участник Второй мировой войны.
Работал в 1951 —1988 годах на Чепецком механическом заводе в городе Глазове: инженер, начальник отдела, мастер, технолог цеха, начальник цеха циркониевого производства.
Государственная премия присуждена за разработку новой технологии и организацию циркониевого производства. Награждён орденом Трудового Красного Знамени.